# Portræt af P.V. Glob
Portræt af P.V. Glob er en portrætfilm fra 1968 instrueret af Svend Aage Lorentz.

## Handling
I en samtale optaget i hjemmet på Mols i vinteren 1967/68 fortæller P.V. Glob om arbejdet som arkæolog i Danmark, Grønland og Arabien, om arkæologien som forudsætning for vor forståelse af både fortid, nutid og fremtid. I denne forbindelse knytter rigsantikvaren sine stærkt personlige kommentarer til et par aktuelle danske sagsområder af stor nutidig og fremtidig vægt: naturfredning og spørgsmålet om Nationalmuseets utilstrækkelighed i dag og det kortsynede i dets manglende udbygning.